# Глазной банк
Глазной банк  — производственное учреждение, которое занимается выработкой консервированных материалов для проведения пластических офтальмологических операций: кератопластики, склеропластических процедур, операций по поводу косоглазия, деформации век и т. д. Помимо этого в функции банка входят логистика (en:Medical logistics) консервированного материала, анализ результатов проведенных операций, участие в исследованиях, направленных на оптимизацию процесса консервации тканей и разработку новых видов пластических операций. Кроме того, глазные банки должны решать вопросы, связанные с юридическими аспектами забора и транспортировки донорского материала из моргов в глазной банк.

## История
Первый глазной банк появился в 1944 году в Нью-Йорке. Его основателем был Tonwiey Paton. Тогда же были сформулированы основные принципы работы глазного банка. Дальнейшее развитие банки получили в связи с развитием технологий консервирования тканей глаза, решением юридических, социально-психологических и организационных вопросов, связанных с донорством. Кроме того,  увеличение числа, прежде всего кератопластических операций, развитие связанных с этим хирургических технологий (внедрение одноразовых трепанов, фемтосекундного лазера, развитие операций на основе технологий задней кератопластики), требует от глазных банков роста производимой продукции. В настоящее время, в США работают 19 глазных банков. Их продукция позволяет проводить американским врачам более 120 000 различных кератопластических операций ежегодно. Глазные банки, расположенные в Соединенных Штатах объединены в единую американскую ассоциацию глазных банков. Подобное объединение позволяет этим структурам оптимизировать процесс передачи донорского материала по всей территории США и некоторых стран Европы и Азии, поддерживать единый стандарт качества донорского материала. В Европе глазные банки объединены в ассоциацию европейских глазных банков.
В России вопросы, связанные с появлением, оформлением и развитием глазных банков требует совершенствования. Это связано с тем, что в отечественном законодательстве отсутствуют нормативы по лицензированию и аккредитации подобных учреждений. Это приводит к тому, что существующие глазные банки обслуживают  ЛПУ на базе которых они работают. Кроме того, отсутствие подобной документации не позволяет контролировать и стандартизировать качество производимого материала. Наиболее известными банками в России являются первый общедоступный глазной банк АЙЛАБ, банк на базе МНТК «Микрохирургия глаза» им. Акад. С.Н.Федорова, тканевой банк "Аллоплант" при ФГБУ "Всероссийский центр глазной и пластической хирургии" Минздрава России (г. Уфа) и глазной банк в Самаре.

## Структура глазного банка
Глазной банк состоит из офисной части и зоны чистых помещений. Чистые помещения состоят из шлюза для переодевания персонала, стерилизационной и манипуляционной. В последней выполняют непосредственно манипуляции для подготовки тканей для производства. Кроме того, к чистым помещениям относят упаковочное помещение и лабораторию, где проводят исследование оценки изделий. Офисная часть служит для работы персонала и хранения документации  предприятия.

## Забор материала
Забор донорского материала осуществляется в моргах, которые имеют лицензию на забор и хранение донорского материала. Забор осуществляют у доноров, в соответствии с действующим законодательством. Тела всех доноров проходят судебно-медицинскую экспертизу. По результатам танатологических исследований используют ткани от доноров в возрасте от 18 до 70 лет. Для забора органов и тканей не используют материал, изъятый у лиц, употреблявших наркотические средства, умерших от отравлений (в том числе отравлений этанолом), страдавших тяжелыми инфекционными заболеваниями. Период времени, прошедший между смертью и изъятием органов, не должен превышать 20 часов. Если донор подходит по всем критериям, выполняют энуклеацию (удаление глазного яблока) и забор крови донора. Прежде чем донорский материал поступит для производства пластического материала, кровь тестируется на ВИЧ (тест HIV duo), гепатиты (антитела HbsAg) В и С (антитела Hcv total), а также сифилис (антитела TPHA). Если реакции антител были отрицательны, глазное яблоко передают в глазной банк для проведения консервации нужных тканей. Всё время после забора глазное яблоко находится при температуре 2-8°С, что контролируется термоиндикаторами.

## Подготовка роговицы для кератопластики
После проведения всех необходимых исследований глазное яблоко попадает в глазной банк и там после обработки 5% раствором повидон-йода попадает в манипуляционную (помещение для обработки роговицы, соответствующее стандартам ISO 6). В зависимости от типа будущей операции проводится обработка роговично-склерального кольца:
- трепанами для сквозной кератопластики;
- трепанами и кератомом для послойной кератопластики.

После обработки роговица хранится в консервирующем растворе. Затем она попадает в лабораторию, где делаются исследования заднего эпителия роговицы. Для кератопластики отбирают материал с плотностью эндотелиального пласта не менее 2600 кл/мм2. В ходе исследований изделие тестируют на когерентном томографе и щелевой лампе.

## Хранение и транспортировка
Обработанная роговица хранится 12 дней. Консервирующий раствор способствует снижению аллогенных свойств изделия в постоперационном периоде. Доставка к месту операции осуществляется в полной стерильности в термоконтейнерах при температуре 2-8°С.